# 韓尚進
韓尚進（1978年1月17日—），韓國男演員。妻子為籃球選手朴正恩。表姐是資深藝人盧士燕。

## 個人經歷
1995年開始演戲，1997年在首爾藝術學院就讀期間被選為Jambangi的模特。2000年獲得SBS頂尖人才大賽主要獎項，成為SBS招聘的第9位人才。此後，他出演了SBS《只有你》、《嫁給百萬富翁》等多部電視劇，但並沒有受到太多關注。
在長期默默無聞之後，他於2007年開始受到關注。在《李祘》中飾演正祖的忠臣洪國榮一角受到許多關注，並憑此劇獲得男子新人獎，後再《松藥局的兒子們》、《天使的誘惑》、《嫁給我吧》等電視劇中都非常成功。
2004年與籃球運動員朴正恩結婚。

## 影視作品

### 電視劇
- 1999年：SBS《KAIST》飾演 徐東植
- 1999年：SBS《心上人啊你是誰》
- 2001年：SBS《華麗的時代》
- 2001年：SBS《仍然愛著你》
- 2004年：SBS《峇里島的日子》
- 2004年：SBS《求婚》飾演 田承旭
- 2005年：KBS《黃金蘋果》
- 2005年：SBS《只有你》
- 2005年：SBS《嫁給百萬富翁》飾演 羅尚洙
- 2007年：MBC《白色巨塔》飾演 朴建河
- 2007年：MBC《李祘》飾演 洪國榮
- 2009年：KBS《松藥局的兒子們》飾演 宋善風
- 2009年：SBS《天使的誘惑》飾演 申賢旴
- 2010年：KBS《嫁給我吧》飾演 韓慶勛
- 2011年：SBS《樹大根深》飾演 沈種樹
- 2012年：MBC《馬醫》飾演 朝鮮顯宗
- 2013年：SBS《出生的祕密》飾演 崔奇泰
- 2013年：MBC《Drama Festival－李箱以上》飾演 在文
- 2014年：KBS《Big Man》飾演 陶相昊
- 2014年：SBS《美女的誕生》飾演 韓民赫
- 2015年：SBS《海德、哲基爾與我》飾演 柳勝淵
- 2015年：SBS《我的夢幻葬禮》飾演 朴建河（特別出演）
- 2015年：SBS《六龍飛天》飾演 適龍
- 2017年：tvN《Circle：相連的兩個世界》飾演 朴東健
- 2018年：KBS《人偶之家》飾演 張明煥
- 2018年：MBC《入贅丈夫吳作鬥》飾演 方容民
- 2018年: MBN《心動警報》飾演 楊耀泰
- 2019年：SBS《獬豸》飾演 魏炳柱
- 2019年：KBS《Perfume》飾演 韓智娜前夫
- 2019年：MBC《Welcome 2 Life》飾演 姜允基
- 2020年: KBS2單幕劇《KBS劇集特輯-致我的肇事者》飾演 數學老師
- 2021年: SBS《紅天機》飾演 河成鎮
- 2021年: SBS《國家代表妻子》飾演 姜男究
- 2024年: MBN《壞記憶橡皮擦》
- 2024年：SBS《來自地獄的法官》飾演 朱炯碩

### 電影
- 2005年：《我生涯中最美的一周》
- 2010年：《Festival》
- 2011年：《媽媽》
- 2012年：《胡狼來了》
- 2018年：《九天》飾演	金泰錫
- 2019年：《北宋英雄》飾演	胡哲秀

### MV
- 2007年：ILY《愛情愛情》

## 獲獎
- 2007年：MBC演技大賞－男新人獎(李祘)
- 2018年：第26屆大韓民國文化演藝大獎（朝鲜语：대한민국 문화연예대상）－電視部門 男子優秀演技賞

## 腳註
1. ↑  韓尚進CY Profile[]